# ヘイズ・ジョーンズ
ヘイズ・ジョーンズ（Hayes Wendell Jones、1938年8月4日 - ）は、アメリカ合衆国の元陸上競技選手。
身長178cmとハードル選手としては比較的小柄であったが、素晴らしいスタートとその走力、完璧なまでのハードリングで数々のタイトルを手にした。
110mハードルの選手として、1960年のローマオリンピックと1964年の東京オリンピックに出場。東京オリンピックでは金メダルを獲得した。

## 経歴
1958年、AAU（全米体育協会）選手権の120ydハードルで優勝し脚光を浴びる。その後同大会の120ydまたは110mハードルでさらに4回優勝、1959年には東ミシガン大学の代表としてNCAA（全米学生選手権）の120ydハードル、220ydハードルで優勝。その後パンアメリカンゲームズに出場し、110mハードルで優勝。自身初の国際大会でのタイトルを獲得する。
翌年、ローマオリンピックに出場。銅メダルを獲得し、リー・カルホーン、ウィリー・メイとともに表彰台を独占した。周囲はジョーンズの選手としてのピークはローマオリンピックのときであろうと見ていたが、1964年の東京オリンピックで同僚のブレイン・リンドグレンを0.1秒差で下し、金メダルを獲得した。
1961年には4×100mリレーで39秒1の世界新記録を樹立している。

## 主な実績
| 年   | 大会                   | 場所                     | 種目         | 結果 | 記録   |
| ---- | ---------------------- | ------------------------ | ------------ | ---- | ------ |
| 1959 | パンアメリカンゲームズ | シカゴ（アメリカ合衆国） | 110mハードル | 1位  | 13.6秒 |
| 1960 | オリンピック           | ローマ（イタリア）       | 110mハードル | 3位  | 14.0秒 |
| 1964 | オリンピック           | 東京（日本）             | 110mハードル | 1位  | 13.6秒 |

## 関連書籍
- ロベルト・L・ケルチェターニ著 『近代陸上競技の歴史 1860-1991 誕生から現代まで<男女別>』 ベースボール・マガジン社 1992年、174-175ページ ISBN 4-583-02945-4